# Emilio Aranguren Echeverría
Emilio Aranguren Echeverría (* 2. September 1950 in Santa Clara, Kuba) ist Bischof von Holguín.

## Leben
Seine Eltern waren Basken und kamen 1940 nach Kuba. Er begann seine weiterführende Schulbildung an der Schule der Maristenbrüder in Santa Clara und setzte sie nach der Revolution an der staatlichen Schule fort. Nach dem Abitur trat er in das Seminar von Santiago de Cuba ein und ging von dort zum Seminar San Carlos und San Ambrosio in Havanna, wo er Philosophie und Theologie studierte.
Am 1. Februar 1976 empfing er die Priesterweihe. Er wirkte als Pfarrer in zahlreichen ländlichen Gemeinden in der Diözese Cienfuegos und in der Stadt Santa Clara. Ab 1980 war er Diözesanberater und betreute drei Pfarreien.
Am 30. April 1991 wurde er von Papst Johannes Paul II. zum Titularbischof von Cellae in Proconsulari erwählt und zum Weihbischof in Cienfuegos-Santa Clara ernannt. Der Bischof von Cienfuegos-Santa Clara, Fernando Ramon Prego Casal, spendete ihm am 23. Juni desselben Jahres die Bischofsweihe; Mitkonsekratoren waren José Siro González Bacallao, Bischof von Pinar del Río, und Pedro Claro Meurice Estiu, Erzbischof von Santiago de Cuba. Als die Diözese Cienfuegos-Santa Clara am 1. April 1995 in zwei Diözesen aufgeteilt wurde, wurde Emilio Aranguren Echeverría zum Bischof von Cienfuegos ernannt. Am 14. November 2005 wurde er in die Diözese Holguín versetzt. Er nahm an der fünften Generalversammlung des lateinamerikanischen und karibischen Episkopats teil, die vom 13. bis 31. Mai 2007 in Aparecida (Brasilien) stattfand.